# Dewangiri
Dewangiri était un territoire au nord de Kamrup, mesurant 83 kilomètres carrés (32,046479197 mi2), qui fut cédé au Bhoutan, où il est appelé Deothang, à partir de 1951. La zone contient des ruines d'anciens temples et d’ anciennes structures . À présent, il a perdu son importance d’antan. Il était utilisé uniquement pour le pâturage hivernal des animaux bhoutanais, moyennant une redevance annuelle versée à l'Inde, avant d'être cédé au Bhoutan.